# Пунса (Естонія)
Пунса (ест. Punsa), також Пундса (ест. Pundsa) — село в Естонії, входить до складу волості Варсту, повіту Вирумаа.
За даними перепису 2011 року в селі проживало 15 осіб, за національністю — усі естонці.